# Engrish
Engrish är en benämning på dålig engelska, oftast översatt från östasiatiska språk och/eller maskinöversatt. Ett berömt exempel är All your base are belong to us. Ofta är det ofrivilligt humoristiska felstavningar som avses med termen, exempelvis flesh juice istället för fresh juice, flying pan istället för frying pan och så vidare.

## Engrish hos filmtitlar
Japanska filmproducenter, särskilt inom anime, lanserar ibland sina produktioner både med tanke på den inhemska marknaden och en tänkt internationell publik. Då kan filmerna samtidigt marknadsföras med en japansk titel och en internationell dito – oftast på engelska. En sådan film är Ocean Waves (se Jag kan höra havet), länge utan västerländsk officiell distribution och därför känd i engelskspråkiga länder via direktöversättningen 'I Can Hear the Sea' . Ibland skapas de internationella titlarna utan tillräckliga kunskaper i engelska språket, vilket kan leda till något märkliga resultat. En av de "drabbade" var TV-serien Mirai shōnen Conan (未来少年コナン, internationell titel Conan, The Boy in Future).